# Mohammad Yakub Khan
Pour les articles homonymes, voir Khan (homonymie).
Mohammad Yakub Khan (1849-15 novembre 1923) est émir d'Afghanistan de février à octobre 1879. Il est le fils de Shir Ali Khan.

## Biographie
Mohammad Yakub Khan est le gouverneur de la province d'Hérat, en Afghanistan, quand, en 1870, il se révolte contre son père, qui a désigné son plus jeune fils, Abdullah Jan, pour lui succéder, mais il est emprisonné à Kaboul en 1874,.
La seconde guerre anglo-afghane éclate en 1878, contraignant Shir Ali à fuir vers la frontière russe, avant de mourir en février 1879. Successeur de Shir Ali, Ya'qub signe le traité de Gandamak avec les Britanniques le 26 mai, cédant les villes de Quetta et Peshawar et abandonnant le contrôle des affaires extérieures de l'Afghanistan à l'Empire britannique. Un soulèvement contre cet accord éclate en octobre; Ya'qub abdique et part en exil en Inde, où il meurt en 1923. Abdur Rahman Khan lui succède.

## Source
- (en) Cet article est partiellement ou en totalité issu de l’article de Wikipédia en anglais intitulé « Mohammad Yaqub Khan » (voir la liste des auteurs).